# Historia precabralina de Brasil
La historia precabralina de Brasil es la etapa de la historia de Brasil antes de la llegada de los portugueses en 1500, dirigidos por el navegante Pedro Alvares Cabral, en una época en que lo que hoy es el territorio brasileño estaba ocupado por miles de los llamados de pueblos indígenas brasileños. Según las estimaciones más atrevidas, fuente de controversia, el asentamiento progresivo del territorio brasileño habría comenzado hace más de 40 000 años, incluso 50 000 años, y habría continuado hasta 12 000 años AP (antes del presente).
La expresión prehistoria de Brasil también se utilizaba para referirse a este período, pero se está relegando debido al hecho que modernamente el término «prehistoria» se consideraba por algunos estudiosos como parte de una visión eurocéntrica del mundo, en el que los pueblos sin escritura serían pueblos sin historia (el Prefijo  «pre» indica antes, es decir, el período de «antes de la historia»). En el contexto de la historia de Brasil, tal desisgnación no aceptaría que los indígenas tuvieran su propia historia. Por esta razón, es habitual hoy en día llaman a este período histórico como precabralino.
La prehistoria tradicional se divide habitualmente en los períodos Paleolítico, Mesolítico y Neolítico. Sin embargo, hoy esa periodización está siendo revisada en muchos lugares y en Brasil, algunos autores prefieren trabajar con las épocas geológicas del actual periodo Cuaternario: el Pleistoceno y el Holoceno. En este sentido, la periodicidad más aceptada se divide en: Pleistoceno (época de cazadores y recolectores, desde por lo menos hace 12 000 años) y Holoceno, que puede subdividirse en arcaico antiguo (entre 12 000−9000 años), arcaico medio (9000−4500 años) y arcaico reciente (desde hace 4000 años hasta la llegada de los europeos). Se cree que los primeros pueblos comenzaron a habitar la región que hoy es territorio brasileño hace unos 60 000 años. Se recomienda utilizar la abreviatura AP (antes del presente) para referirse a los eventos de cada período de años.

## Metodología de estudio

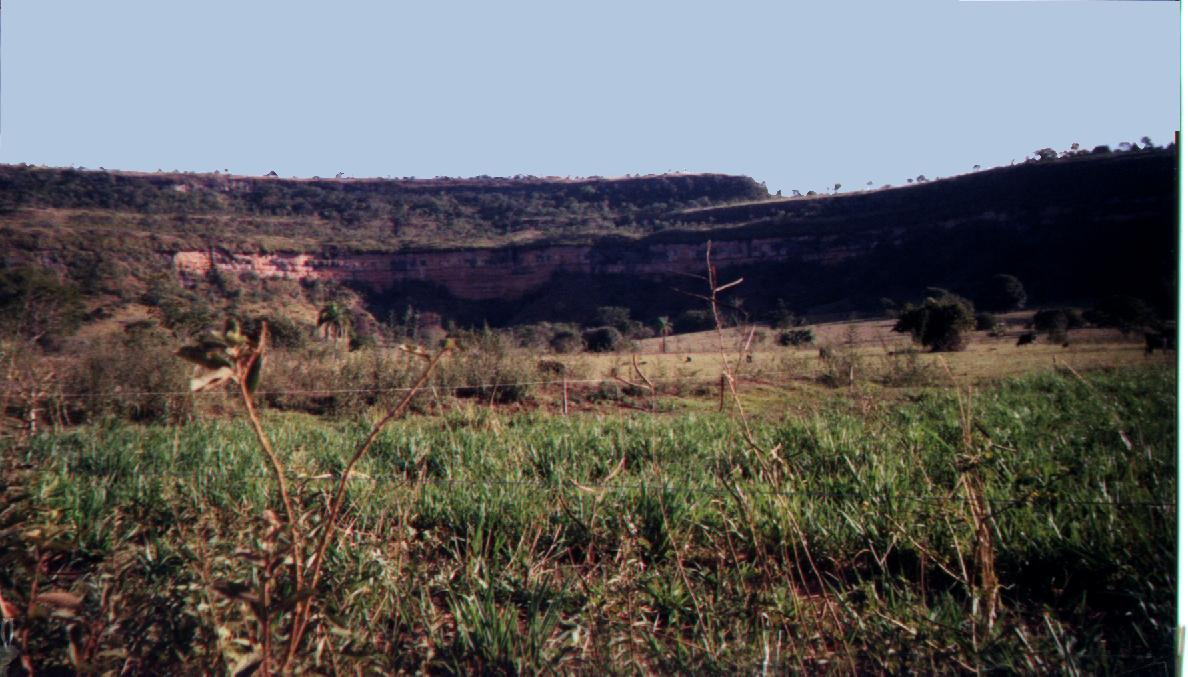
Sierra de la Boa Vista, donde recientemente se encontraron vestígios arqueológicos

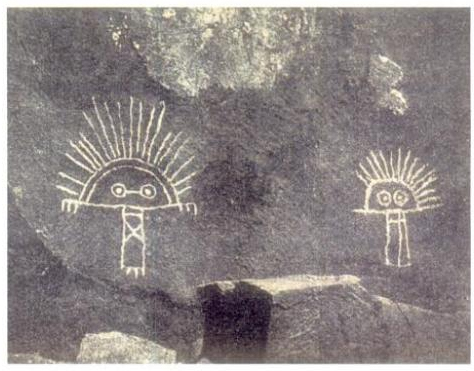
Pintura rupestre de los indígenas precabralinos en la cachoeira Resplendor, en Pará

El estudio de la historia de Brasil antes del año 1500 se realiza principalmente a través de la arqueología, ya que los pueblos que ocupaban el territorio hoy brasileño no tenían, hasta donde hoy se sabe, escritura. Varios estudios lingüísticos, etnológicos e históricos han ayudado a las investigaciones arqueológicas en la medida de lo posible. Sin embargo, fueron pocos los autores que intentaron reconstruir esa historia de forma panorámica (y los intentos de los arqueólogos de establecer una visión general de la historia precabralina no probaron ser satisfactorios). Para complicar más las cosas, todavía hay mucho por hacer en varios niveles de la investigación —registros de las lenguas y comparaciones entre ellas, análisis de los materiales excavados, relaciones entre los diversos sitios de la antigüedad y otros del período colonial, etc.
El primer erudito que se preguntó acerca del pasado de Brasil fue el paleontólogo danés Peter Wilhelm Lund (1801-1880). Este naturalista fue el responsable del estudio de los diversos restos de plantas antiguas en las cuevas de la región de Lagoa Santa (Minas Gerais), donde permaneció entre 1834 y 1880. En su búsqueda, llegó a encontrar huesos humanos mezclados entre los restos prehistóricos, uno de los primeros hallazgos que contradecían la teoría de la creación bíblica. Fue el primero en defender la antigüedad del hombre americano, basándose en sus hallazgos arqueológicos, pero no logró convencer a la comunidad científica de la época.

### Sambaquíes
Los sambaquíes, los montículos de conchas y otros restos acumulados por la acción humana, eran unos conocidos vestigios arqueológicos que habían suscitado un considerable debate científico en el siglo XIX. El director del Museo Nacional —que junto al Museo Paulista representaba el interés oficial sobre los hechos históricos y arqueológicos en Brasil— Landislau Netto, envió las primeras expediciones científicas a esas regiones. Después de años de investigaciones, esas misiones concluyeron que «montes de conchas» tendrían una formación antropogénica, es decir, un origen humano. Hermann Von Ihering, director del Museo Paulista, sin embargo se opuso en principio a esa visión, diciendo que esos restos de conchas habrían sido formados por fenómenos naturales e intertropicales.
Entre 1880 y 1900 se llevaron a cabo las primeras excavaciones en la Amazonia. Se realizaron descubrimientos sorprendentes de cerámicas marajoaras durante este período, y se analizaron en 1882 por el egiptólogo Paul l´Epine, que creyó identificar grafías egipcias y asiáticas en las cerámicas indígenas. Emílio Goeldi (1859 -1917), un médico y naturalista suizo-brasileño, también llevó a cabo en ese momento una investigación importante en el norte. El austriaco J.A. Padberg-Drenkpohl, contratado después de la Primera Guerra Mundial por el Museo Nacional, fue otra figura importante en la historia de la arqueología brasileña, que excavó entre 1926 y 1929, en Lagoa Santa. Su objetivo era encontrar vestigios en Lagoa Santa que demostraran de manera concluyente los hallazgos clásicos de Lund. Drenpohl, sin embargo, no tuvo éxito en la empresa, pasando a criticar a los defensores de la antigüedad del hombre de Lagoa Santa. En 1934, poco después de la última expedición de Drenkpohl, Angione Costa publicó el primer manual de arqueología brasileña.
Después de 1950 la arqueología oficial se contrajo, mientras aumentaba el número de aficionados que pasaron a realizar investigaciones en el país. Uno de ellos fue Guilherme Tiburtius, inmigrante alemán en Curitiba, que habría hecho una de la búsquedas más importante de las antigüedades indígenas por Brasil, recogiendo piezas para su colección (recibida por el Museo del Sambaqui de Joinville). Estudió el litoral catarinense y la meseta paranaense, siendo ayudado por la Universidade Federal do Paraná en sus investigaciones. Harold V. Walter, cónsul inglés en Belo Horizonte, fue el responsable de búsquedas en el Estado de Minas Gerais, en la región de Lagoa Santa. A pesar de haber empleado una metodología poco válida para los días actuales, contribuyó mucho a la recolección de informaciones sobre la era pleistocénica. Aún en esa época, se realizaron esfuerzos sustanciales en el sentido de preservar el patrimonio histórico brasileño. Gracias a los esfuerzos de muchos intelectuales, se creó el Instituto de Prehistoria de la USP (integrada actualmente en el MAE) y un par de años más tarde (1961), se promulgó una nueva ley sobre patrimonio. Junto con ese gran avance en el tema de la preservación de la memoria de Brasil, ya se habían llevado a cabo excavaciones en la desembocadura del Amazonas, por Clifford Evans y Betty J. Meggers entre 1949 y 1950, descubriendo importantes artefactos cerámicos , y en São Paulo y Paraná a partir de 1954 y 1956 por Joseph Emperaire y Annette Laming, donde se hicieron las primeras dataciones con carbono catorce.
La historia reciente de la arqueología en Brasil incluye la creación de PRONAPA (Projeto Nacional de Pesquisas Arqueológicas) con la ayuda del IPHAN (Instituto do Patrimônio Histórico e Artístico Nacional), que tenía como objetivo realizar búsquedas que proporcionasen una visión general más completo del pasado histórico-cultural brasileño. Mientras tanto, instituciones como el Museo Nacional, el Museo Paulista y el Instituto de Prehistoria llevaron a cabo investigaciones aisladas, mientras que el Museo Emilio Goeldi puso en marcha un proyecto llamado PRONAPABA (Projeto Nacional de Pesquisas Arqueológicas na Bacia Amazônica). Varios estudios se han hecho desde entonces en los sambaquís, pintura rupestre brasileña y la industria lítica antigua. En 1980 se creó la primera Sociedad de Arqueología Brasileña. La enseñanza de la arqueología se enseña en Brasil, aunque de manera limitada.

## Pleistoceno: (60 000−12 000AP)

### Ocupación del territorio

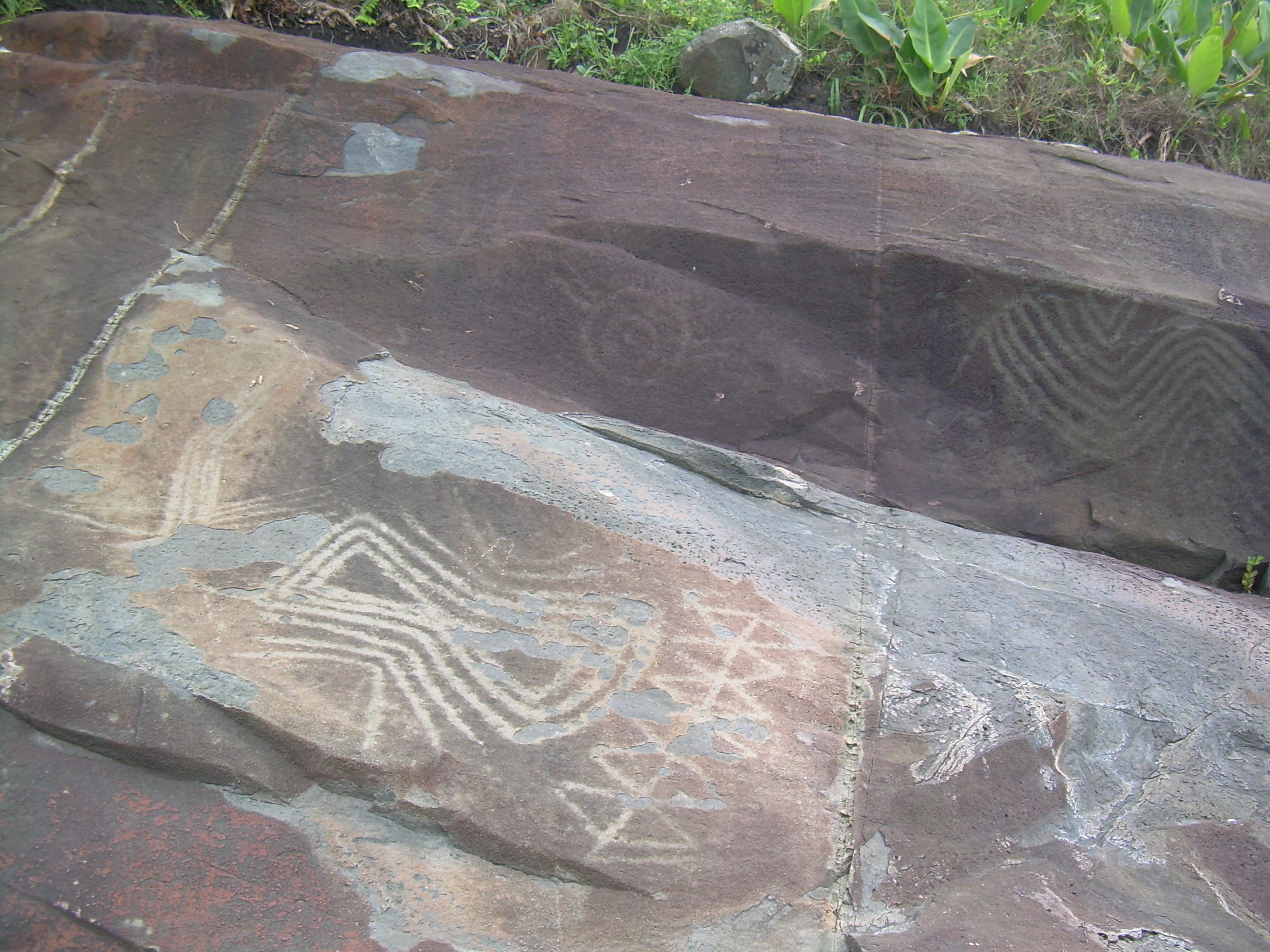
Inscripciones paleolíticas en Costão do Santinho, en Florianópolis, Santa Catarina

La ocupación del territorio americano es un tema que ha generado una controversia considerable, sobre todo porque muchos arqueólogos siguen siendo reacios a aceptar que el hombre pueda haber llegado a América por otras vías distintas del estrecho de Bering. De acuerdo con la teoría tradicional, también conocida como la teoría del poblamiento tardío o de Clovis, el hombre «prehistórico» habría emigrado desde la región actual de Mongolia hacia Alaska atravesando el puente terrestre de Bering. Sin embargo, varios hallazgos realizados en sitios arqueológicos brasileños han puesto en duda la validez de esta teoría. En Piauí, por ejemplo, se encontró un fósil de Ancylostoma duodenale datado en 7750 AP, que según algunos arqueólogos, sería una especie que no podría haber sobrevivido a la travesía en Beringia, ya que habría muerto a causa del frío. Así, creen que la existencia del fósil indicaría una migración de pueblos oriundos de alguna de las regiones calientes del globo. También algunos hallazgos en Minas Gerais y en Bahía fueron datados entre 25 000−12 000 AP. En el sitio arqueológico Alice Boer en São Paulo, se encontraron piezas con una edad de 14 200 AP. En São Raimundo Nonato, en Piauí, los arqueólogos defienden que un refugio ocupado por el hombre «prehistórico» tendría una edad de 50 000 años. También en ese mismo lugar, los arqueólogos lograron encontrar artefactos humanos que se remontaban a más de 48 000 AP.
Los hallazgos en Brasil polemizaban con la visión tradicional de la ocupación de América. Los arqueólogos comenzaron a defender otras teorías acerca de las grandes migraciones, entre ellas, la de que el hombre habría llegado a América hace aproximadamente entre 150 000−100 000 años, llevado por corrientes malasio-polinesas (oriundas del sudeste de Asia) o australianas (oriundas del Pacífico Sur), mientras que otros autores piensan incluso en un movimiento migratorio originado en África. Contribuyeron a la definición de esas teorías las similitudes entre los vestígios materiales encontrados en América con los que se encuentran en Oceanía. De cualquier forma, se puede admitir hoy de forma general que Brasil fue ocupado hace 60 000 años, en lo que se refiere al Piauí. Los flujos migratorios habrían alcanzado Minas Gerais hace 30 000 años y Rio Grande do Sul, hace 15 000 años. El país entero estaría ocupado hace 12 000 años.

### Luzia

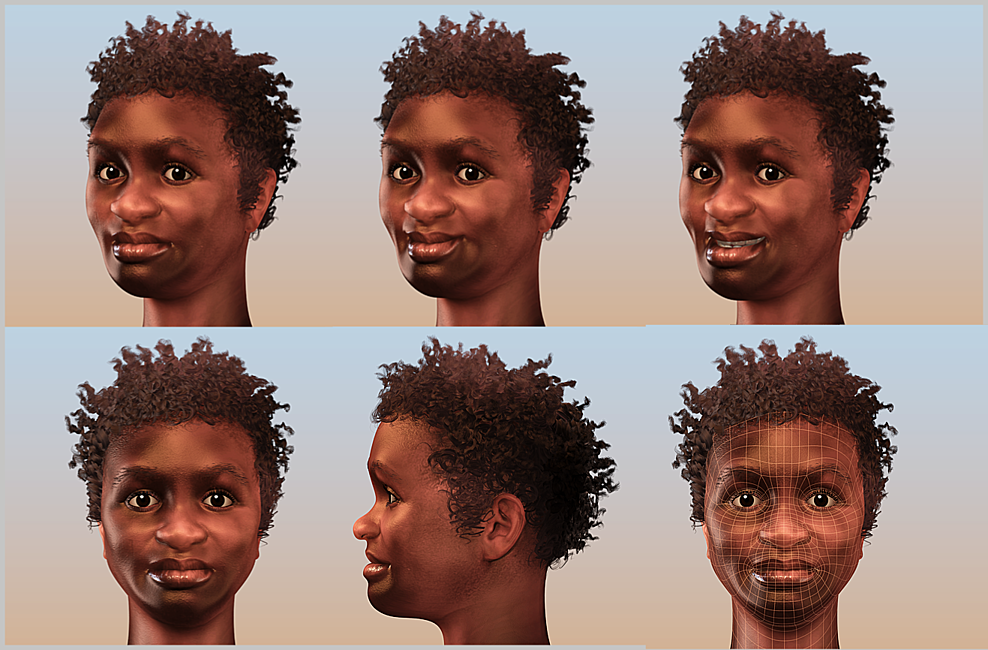
Reconstrucción computerizada de Luzia, el fósil más antiguo de las Américas

Luzia es el nombre que se le ha dado al fósil humano más antiguo encontrado en las Américas. Encontrado en la década de los años 1970 en el sitio arqueológico de Lapa Vermelha, en el municipio de Lagoa Santa, por la arqueóloga francesa Annette Laming-Emperaire (1917-1977) fue una arqueóloga francesa ese fósil de una mujer prehistórica contribuyó a reavivar un viejo debate sobre los orígenes del hombre americano. De acuerdo con el paleoantropólogo brasileño Walter Neves, responsable de bautizar al fósil, la morfología del cráneo de Luzia podría acercarse a la de los actuales aborígenes australianos y a la de los nativos de África.
Neves aventuró la hipótesis de que, por lo tanto, la ocupación de América sería más antigua de lo que hasta entonces se imaginaba, aunque no retrocediendo mucho más en el tiempo (unos 14 000 años AP), y que habría sido realizada por pueblos llegados de regiones distintas, como Oceanía y África. Esta tesis no fue bien recibida por algunos científicos. De acuerdo con National Geographic, las razas no son una manera científica de clasificación de los seres humanos, y que las diferencias entre los grupos humanos solo surgieron después de 9500 años.
Desgraciadamente, el fósil resultó destruido durante el incendio que destruyó el Museo Nacional de Brasil en Río de Janeiro, donde se exhibía, el 2 de septiembre de 2018.

#### El pueblo de Luzia
Los estudios realizados en la región habitada por Luzia  y otros paleoíndios demuestran que desconocían la cerámica y que su industria lítica era relativamente simple. Las investigaciones recientes, sin embargo, afirman que esos hombres eran sedentarios. Los hallazgos de numerosos enterramientos y el uso de materias primas existentes solo en ese sitio han reforzado esas ideas. Un análisis de las caries en los dientes de esos americanos mostró que, aunque no tuviesen agricultura, se aprovechaban intensamente de los recursos vegetales.

## Holoceno en Brasil (12 000−4000AP)
Los arqueólogos llaman fase a un complejo cultural en el que los elementos están estrechamente relacionados. Por tradición, los arqueólogos entienden las prácticas y técnicas patrón de los antiguos para la fabricación, por ejemplo, de la industria lítica y de la pintura rupestre. Una subtradición es una división dentro de la tradición, normalmente porque hubo una diferenciación del patrón original en dos o más patrones nuevos.
Al final del período pleistocénico la temperatura varió ampliamente en fases de expansión y contracción de los glaciares. Se cree que las temperaturas eran más frías en el Pleistoceno que en el Holoceno, cuando sufrieron un aumento considerable. Al comienzo del período arcaico medio, el nivel del mar se encontraba unos 10 metros por debajo del actual. Muchas regiones del país, como Piauí, por ejemplo, eran mucho más húmedas que en la actualidad.

### Nordeste y Centro-Sur de Brasil

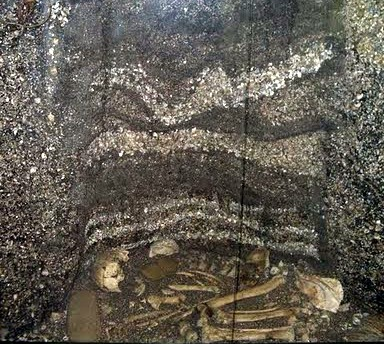
Modelo de sambaquí del Museu de Arqueologia e Etnologia de la Universidad de São Paulo

La edad paleolítica brasileña es por lo general entre 12 000−4200 AP, cuando apareció y se difundió la práctica de la agricultura en la región. Antes de eso, los hombres vivían de la caza, la pesca y la recolección, un hecho demostrado por los hallazgos arqueológicos y las representaciones en pinturas precabralinas. En esa época, los arqueólogos constataron la existencia de diferentes tipos de industria lítica en diversas regiones de Brasil. En el nordeste, muchos sitios arqueológicos indican el desarrollo de la piedra lascada, conteniendo lesmas (artefacto lítico en la forma de lingote utilizado para raspar soportes de madera), lascas, perforadores y fogones para asar caza. En esos primeros sitios ya se realizaban pinturas rupestres.
En la región nordeste, las técnicas de trabajo con el material lítico se vuelven cada vez más diversificadas y complejas con el paso del tiempo. El número de fogones, por ejemplo, aumenta conforme las fechas se aproximan al 8000 AP. También se encuentran hogueras .
Las pinturas rupestres de esa región han revelado ser profundamente intrigantes. En la Toca do baixão da Perna 1, por ejemplo (en la zona arqueológica de São Raimundo Nonato), se encontraron pinturas rupestres que datan de hace 10.500 años. En el sitio del boqueirão de la Piedra Furada, también se encontraron innumerables pinturas rupestres con pigmentos rojos. Los autores identificaron la tradición de la pintura en esta área como «tradición noreste». En la tradición noreste, fueron identificadas subtradiciones como la «Várzea Grande» (sudeste de Piauí) y «Seridó» (Rio Grande del Norte). Las figuras más abundantes representan seres humanos, plantas y animales, pero también se encuentran grafismos puramente abstractos. Algunas paredes de la cueva representan escenas de caza y celebraciones rituales. Según algunos arqueólogos, los temas de la violencia en la pintura rupestre antigua estarían vinculados con el desarrollo técnico, alcanzado en los años siguientes, responsable de promover estrategias de caza más eficientes. La tradición noreste se cierra hace unos 5000 años.
En la región central y noreste, los estudiosos han identificado una importante tradición cultural, la «tradición Itaparica» (Goiás, Minas Gerais, Pernambuco, Piauí). Esa tradición habría desarrollado herramientas líticas astilladas como lesmas, agujereadores y cuchillos, pero pocas puntas de proyectil. Los pueblos de esas regiones habrían cambiado su forma de vida hace unos 6500 años, cuando habrían comenzado a alimentarse de moluscos y de frutos. En el centro del país, se desarrolló también una tradición de pintura rupestre llamada «Planalto».
Las fechas más antiguas en el Sur se asignan a la «tradición Ibicui» (entre 13 000−8500 años), compuesta por artefactos simples, encontrados en la cuenca del Uruguay. La fase Uruguay, que sucede a la primera cronológicamente, data de 11 555−8640 años AP y comprende raspadores, cuchillos bifaciales y puntas de proyectil. En Santa Catarina y en Rio Grande do Sul fueron localizados artefactos (cuchillos, raspadores, puntas de flecha foliáceas) de 8500−6500 años AP, establecidos como «tradición Vinitu». La «tradición Humaitá», más reciente (entre 6500−2000 años) se extiende desde São Paulo a Rio Grande do Sul. Los hombres de esta tradición produjeron raspadores, punzones y hasta zoolitos (estatuas de piedra que asumen formas animales). Otra tradición identificada en el sur fue llamada «tradición Umbu»; esta habría sido responsable de la confección de fogones y de puntas de proyectiles.
Los principales sitios arqueológicos del litoral son los sambaquís, montes de conchas de moluscos (con los que se alimentaban las poblaciones antiguas) formados por la acción humana. Normalmente se encuentran junto a los sambaquís esqueletos de los antiguos americanos, piezas líticas, restos de alimentos, etc. Gran parte de los sambaquís brasileños se encuentran cubiertos por el mar, debido a los cambios climáticos ocurridos durante el Pleistoceno tardío y el Holoceno. Los sambaquís aparecen en casi todo el litoral brasileño. En el momento de su descubrimiento en el siglo XIX, se compararon con estructuras similares —los Køkkenmødding— existentes en Escandinavia. Los sambaquis están asociados con la «tradición Itaipú». Los pueblos que habitaban el litoral se definen generalmente como pescadores seminómadas.

## Arcaico reciente del sur en la región nordeste (4000AP-1500d.C.)
La aparición de plantas cultivadas en Minas Gerais data de hace 4000 años. En São Raimundo Nonato, la agricultura parece haber sido practicada desde hace al menos 2090 años. Aunque la cerámica amazónica es más antigua que la agricultura, el mismo fenómeno no ocurre en el resto del país, donde la cerámica más antigua data de hace 3000 años (en el área de São Raimundo Nonato). Arqueólogos brasileños consideran que la aparición de la cerámica en las regiones en cuestión está vinculada a un estilo de vida sedentario y a la agricultura, ya que la cerámica es difícil de transportar, y por lo general tiene la función de almacenar los víveres. La «tradición Taquara-Itare» es quizás la tradición cerámica más estudiada del país.

## Período precerámico (Amazonia) (12 000−3000AP)

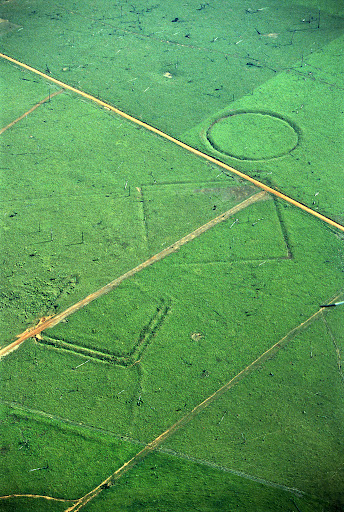
Algunos expertos, como Eduardo Goes Neves, argumentan que paisajes de la selva amazónica (arriba) habrían sido moldeados por la acción de los pueblos precabralinos. En la imagen, geoglifos en tierras deforestadas en la selva amazónica de Acre

Las dataciones más antiguas de la región amazónica atribuyen a los primeros habitantes de la región fechas de 12500 a. C. Es probable que la zona ya hubiese sido colonizada anteriormente, pero solo el progreso de la investigación en la Amazonia podría confirmar esa hipótesis. Los arqueólogos identifican un desarrollo de la técnica de lascado de piedras, empezando por el astillamiento por percusión y siguiendo hacia el astillamiento por presión. Los cambios en las técnicas de astillado se asocian a diferentes modalidades de caza, una volcada hacia los animales de gran porte, y otra a los animales de pequeño porte. Nada de cierto , sin embargo, se sabe sobre el estilo de caza de los antiguos pueblos amazónicos. Los expertos creen que esos pueblos se alimentarían de moluscos (observación basada en el descubrimiento de sitios como los sambaquís o conchales), de pequeños animales y de frutos. Los sambaquís —montículos de conchas— siguen siendo los principales sitios arqueológicos de este periodo en la Amazonia.

### Agricultura amazónica
Nuevas investigaciones en Rondônia atribuyen una antigüedad mucho mayor a la agricultura en la Amazonia. De acuerdo con el arqueólogo Eduardo Bespalez, la agricultura amazónica puede llegar hasta los 8000 años, una fecha próxima a los primeros registros de agricultura en el mundo. Además, el sitio arqueológico de Garbin refuerza la tesis de Ana Roosevelt de que la cerámica no estuvo asociada, en sus orígenes, con la agricultura. Los arqueólogos brasileños solo encontraron industria lítica asociada a la tierra negra (principal indicio de la práctica de agricultura en la región). Los nuevos hallazgos podrían arrojar luz sobre los misterios que rodean desde el significado de las sociedades complejas en la Amazonia hasta los orígenes de la Floresta Amazônica, posiblemente antropogénica. De acuerdo con el arqueólogo Marcos Pereira Magalhães, «La Cultura Neotropical del Amazonas es el resultado de un acontecimento histórico regional de larga duración, derivado de la Cultura Tropical desarrollada por las sociedades de cazadores-recolectores integrados social, cultural y económicamente con los recursos de la selva tropical neotropical, con la que se integrarían objetiva y subjetivamente».

## Período cerámico incipiente (3000-1000a.C.
Durante esta época los pueblos amazónicos adoptaron un estilo de vida similar al estilo de vida adoptado por muchas de las tribus que actualmente viven en el territorio brasileño. Por ello, los indígenas habrían vivido en un estado de relativa fijación, realizando una horticultura de raíces. Esos grupos desarrollaron la primera cerámica elaborada en América, con temas geométricos y zoomórficos, con pinturas de tintes blancos y rojos. Los vasos asumieron formatos ovales y circulares. Los grupos de estilos cerámicos mejor conocidos se llaman «Hachurado Zonado» y «Saldóide Barrancóide». El último se relaciona con incisiones y pinturas en rojo y blanco, mientras que el primero muestra preferencia por el hachado zonado. Cerámicas del estilo Saldoide, encontradas en el bajo y medio Orinoco, parecen haber sido creadas entre 2800-800 a. C.. Los estilos Hachurados Zonados de Tutoshcainyo y Ananatuba Tdatan, respectivamente, de alrededor de 2000-800 a. C. y 1500-500 a. C.. Muchos estudiosos han admitido que esa cerámica fue influenciada por los complejos culturales andinos, aunque hoy en día se acepta que los indígenas de la Amazonía habrían desarrollado esa cerámica elaborada en la propia región baja, siendo probablemente influidos los Andes posteriormente.
Esas sociedades practicaban, además de la horticultura, la caza y la pesca. El consumo de mariscos era reducido, y esos pueblos llegaron a establecerse en las várzeas —llanuras de inundación— y riberas de los ríos. Asaderas de cerámica gruesa se han identificado en esos territorios, por lo que algunos arqueólogos lanzan la hipótesis de la presencia de mandioca. Sitios de esos complejos culturales fueron encontrados en la cuenca del Ucayali, en la isla de Marajó, en el Orinoco y en el Amazonas.

## Cacicazgos complejos de la Amazonia (1000a.C.-1500d.C.)

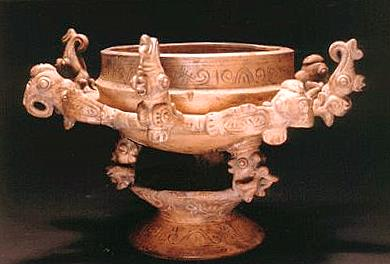
Vaso cariátide (cerámica tapajónica) producido por antiguas sociedades complejas que vivían en la región de Santarém, en Pará. Museu de Arqueologia e Etnologia da Universidade de São Paulo

Vaso cariátide da cultura Santarém . 
El aumento demográfico de las poblaciones amazónicas en la época de la Prehistoria tardía, combinado con otros factores, habría suscitado grandes transformaciones entre las sociedades indígenas de la Amazonia. Según los arqueólogos, las sociedades que habitaban las regiones de la cuenca del Amazonas comenzaron a organizarse de forma cada vez más elaborada entre los años 1000 a. C. y 1000 d. C.. Los arqueólogos definen esas sociedades como «cacicazgos complejos». Esas sociedades se habrían vuelto cada vez más jerarquizadas (probablemente con nobles, plebeyos y siervos cautivos) que constituirían jefaturas centralizadas en la figura del cacique, y adoptarían posturas belicosas y expansionistas. El cacique, además de dominar amplios territorios, organizaba continuamente a sus guerreros para conquistar nuevos territorios. La cerámica de esas sociedades era altamente elaborada, lo que demuestra el dominio de técnicas complejas de producción. Hubo urnas funerarias elaboradas (asociados con el culto de los jefes muertos), comercio y las evidencias arqueológicas apuntan a una densidad de población de escala urbana en esas civilizaciones. Se cree que se practicaba el monocultivo, además de la caza intensiva y la pesca, la producción intensiva de raíces y el almacenamiento de alimentos. Según la investigadora Anna Roosevelt, «El desarrollo de la agricultura intensiva en tiempos prehistóricos parece haber estado correlacionado con la rápida expansión de las poblaciones de las sociedades complejas. Sugestivamente, los desplazamientos y la despoblación del período histórico aparentemente causaron que estas economías regresasen a los patrones de cultivo menos intensivos de raíces y a la captura de animales (...)».
La crónicas de principios del período colonial se emplean ahora en la reconstrucción de las antiguas civilizaciones brasileñas. Muchos cronistas extranjeros describieron elementos indígenas del período de los cacicazgos complejos. La disolución de esas organizaciones sociales normalmente se relaciona con la conquista, que habría sacudido su estructura demográfica.

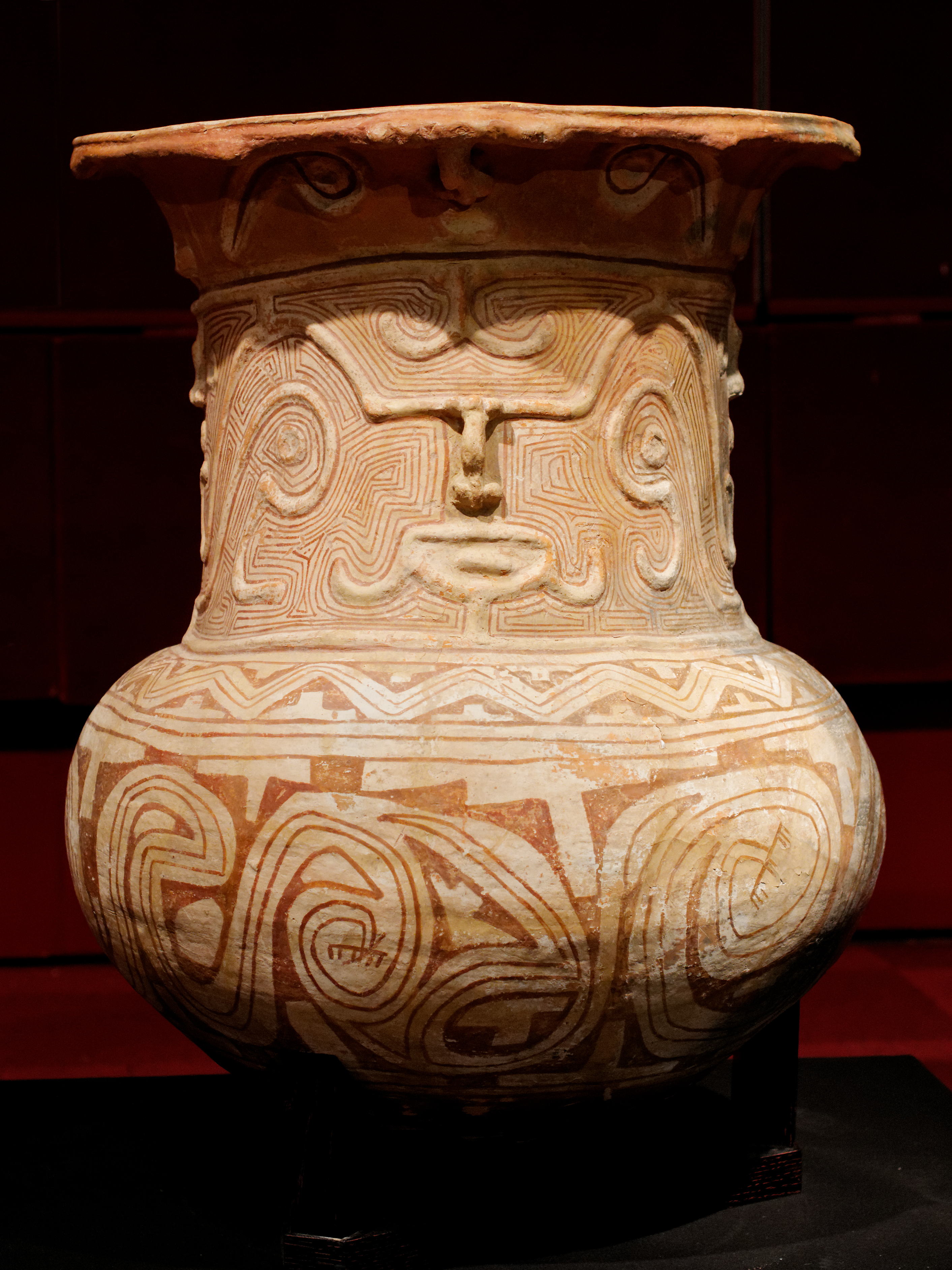
Cerámica compleja de la fase marajoara, en la isla de Marajó. En el caso, una urna funeraria.

La cerámica producida por esas civilizaciones se clasifica en dos grupos principales: el «horizonte policrómico» —sitios arqueológicos de los marajoaras (boca del Amazonas) y los guaritas (Medio Amazonas)— y el «horizonte inciso puenteado» —Santarém (Bajo Amazonas) e Itacoatiara (Medio Amazonas)—. El primer horizonte se caracteriza por las pinturas blancas, negras y rojas, por los temas geométricos y por las incisiones; el segundo, por las incisiones profundas y la técnica de la punción. Se cree que el «horizonte inciso puenteado» estaría asociado con los antepasados de los pueblos de la lengua Caribe, mientras que el horizonte policrómico habría sido producido por los antepasados de los hablantes de la lengua tupí.
Los grandes sitios amazónicos de la época de los cacicazgos complejos parecen haber tenido regiones especializadas para el entierro, el culto, el trabajo y la guerra. La ocupación prehistórica tardía del territorio era sedentaria. La entrada del maíz y otras semillas en la región, así como su popularidad entre los americanos, data del primer I milenio a. C..

### Kuhikugu (1500−400AP)
Una de las civilizaciones amazónicas conocidas por haber desarrollado grandes ciudades y pueblos durante el período precolombino fue la de Kuhikugu. El sitio arqueológico de Kuhikugu, descubierto por el arqueólogo Michael Heckenberger, está situado en el parque indígena de Xingu (la región del Alto Xingu), y resultó haber sido un gran complejo urbano que pudo haber albergado hasta 50 000 habitantes. Probablemente construida por los antepasados de los actuales pueblos kuikuro, el sitio alberga ya construcciones complejas como carreteras, fortificaciones y trincheras de protección. Dado que el descubrimiento es reciente, todavía se necesitan estudios sobre las formas de vida de esas poblaciones, aunque los estudiosos creen que ese pueblo cultivaba la mandioca. La desaparición de esa civilización, así como de otras grandes civilizaciones amazónicas, se relaciona con la entrada de enfermedades europeas en el continente, responsables de diezmar a las poblaciones locales, alrededor del año 1500 de nuestra era. Las características naturales de la selva amazónica (mata densa, etc.) explicaría por qué los antiguos europeos no trabaron conocimiento con esa civilización brasileña.

### Monte de Teso dos Bichos (400a.C.-1300d.C.)
El monte del Teso dos Bichos, localizado en la isla de Marajó, es donde floreció una de las civilizaciones más desarrolladas de la Amazonia precabralina, que ocupa 2,5 hectáreas. Con una población estimada en 500 000 personas, los miembros de esa civilización pertenecían a una sociedad de tuxauas, señores de la desembocadura del Amazonas. Había división del trabajo entre hombres y mujeres, una dieta rica en proteínas animal y vegetal y refrescos fermentados (como el aluá).
Uno de los rasgos más llamativos de las sociedades complejas de la isla de Marajó son los «tesos», grandes aterrazamientos artificiales construidos para la disposición de las viviendas, probablemente con el fin de evitar las inundaciones. Los tesos marajoaras son considerados estructuras monumentales y, por ese motivo, son esenciales para la interpretación del pasado marajoara. En octubre de 2009, un grupo de geólogos afirmaba que los «tesos» podrían ser construcciones naturales, hipótesis que invalidaria parcialmente las interpretaciones de la existencia de las sociedades complejas en la Amazonia. Sin embargo, arqueólogos de renombre como André Prouss y Anna Curtenius Roosevelt, cuestionaron la competencia del equipo de geólogos y afirmaron que solo los arqueólogos poseían los instrumentos técnicos para verificar indicios de actividad humana.

## Principales sitios arqueológicos

### Alice Boer
El sitio Alice Boer está ubicado en Ipeúna, un municipio cercano a Río Claro, en São Paulo. Fue excavado por iniciativa de la arqueóloga María Beltrão al servicio del Museo Nacional a partir de 1964. Los primeros brasileños de la región parecen ser muy antiguos y produjeron artefactos como puntas de proyectiles, raspadores y lesmas. Una muestra de carbono de este sitio proporcionó una datación de 14 200 años.

### Abismo de la Ponta de Flecha
El sitio Ponta de Flecha fue excavado entre 1981 y 1982 por C. Barreto y E. Robrahn. Los hallazgos del sitio —entre ellos puntas de flecha y huesos— datan tanto de la época pleistocénica como holocénica. Los huesos de animales encontrados estaban marcados por instrumentos líticos humanos.

### Pedra Pintada
La profesora de antropología de la Universidad de Illinois, en Estados Unidos, Anna Roosevelt (bisnieta del presidente estadounidense Theodore Roosevelt) coordinó en 1996 un equipo que investigó la caverna da Pedra Pintada, en Monte Alegre, Pará, en la orilla izquierda del río Amazonas, a pocos kilómetros de lo que ahora es la ciudad de Santarém.
Los brasileños prehistóricos de la región se sustentaron con una economía estable y produjeron una cultura y tecnología muy superiores a las de sus primos de América del Norte. Los paleoindios vivían en cuevas confortables y protegidas, tenían una dieta más sana y produjeron cerámicas, pinturas rupestres y puntas de flechas. Eran cazadores de pequeños animales y recolectores de frutas. En el auge de su civilización, llegaron a albergar a unos 300 000 individuos.
Se han encontrado puntas de lanza y pedazos de cerámica de 10 000−6000 años. Los resultados concluyeron que los paleoindios (los primeros habitantes de las Américas) habrían vivido en la región amazónica de hace 11 200−10 000 años. No hay evidencias convincentes de que la ocupación humana en América tuviera lugar hace más de 20 000 años.
Sin embargo, los descubrimientos de Roosevelt aún no han refutado totalmente la hipótesis de la llegada de los primeros habitantes de América por el estrecho de Bering. El movimiento migratorio habría ocurrido en oleadas sucesivas. Las poblaciones amazónicas, cuyas señales se encontraron en la cueva de la Piedra Pintada, probablemente migraron hacia el sur sin haber tenido contacto con los cazadores de mamuts estadounidenses.

### Pedra Furada

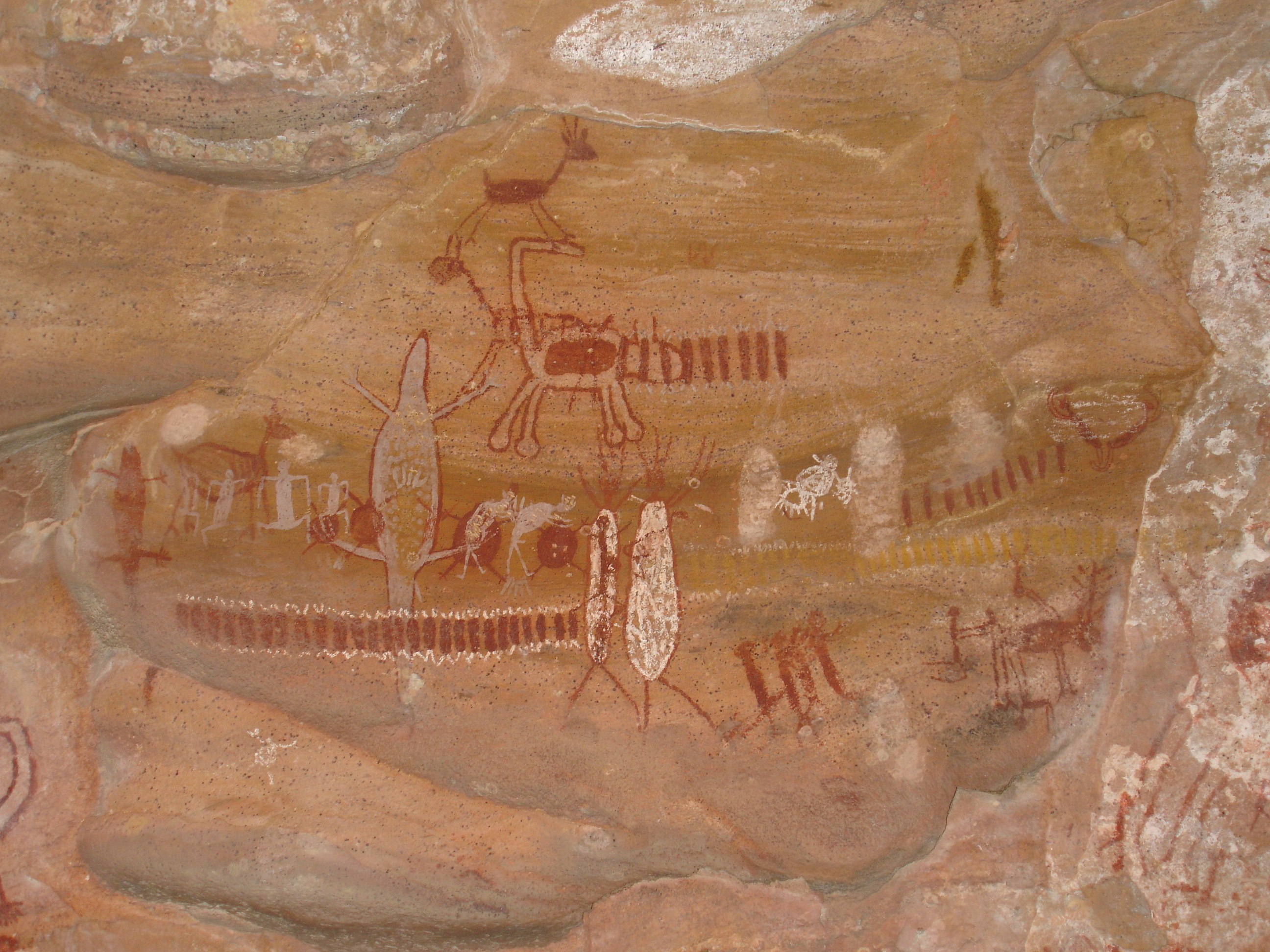
Pinturas del sitio de Piedra Furada

El sitio arqueológico de Pedra Furada, ubicado en São Raimundo Nonato, en el parque nacional de la Sierra de la Capibara, Piauí, fue encontrado en la década de 1960. Fue estudiado desde los años 1970, por Niède Guidon (n.1933), una arqueóloga franco-brasileña. Los hallazgos (piedras lascadas y vestigios de hogueras) datan de aproximadamente 11 000 años. Según el equipo, no es imposible que los hallazgos puedan tener hasta 48 000 años. La tesis de Guidon va mucho más lejos —cerca de 100 000 años— y presupone que el hombre no habría llegado a América llegando desde Asia por tierra (vía estrecho de Bering como se cree hasta hoy) y lo habría hecho por el mar, utilizando embarcaciones. Sin embargo, los resultados de São Raimundo Nonato siguen siendo controvertidos y no refutan totalmente la teoría Clovis.
El sitio también alberga el Museo del Hombre Americano. Paneles iluminados y autoexplicativos cuentan la historia de la presencia del hombre en América con dibujos, mapas y textos. El espacio también guarda urnas funerarias en arcilla y réplicas de dos esqueletos humanos encontrados en cavernas de la región. Uno de ellos, una india de cerca de 30 años de edad, fue encontrada prácticamente completa y data de 9700 años.
También en la región se encontraron diseños en Toca do Boqueirao, también en Pedra Furada, que parecen representar una escena del ataque de los terribles felinos que alguna vez poblaban el continente. Las concepciones de los actuales índios que habitan la región nordeste del país, por ejemplo los cariris, aunque muy modificadas, todavía puede ser un elemento útil para descifrar dichas representaciones con una estrategia conjetural. Una interpretación sobre los diseños de la figura humana de esos pueblos revela una sorprendente complejidad que puede muy bien corresponder a un mapa de las sensaciones corporales y/o a una concepción de cuerpo y espíritu. Los encantados son descritos por los cariris, en general, como hombres descomunales, feroces e implacables, de carácter rudo y ojos saltones, verdaderamente espantosos, de acuerdo con la antropóloga Nascimento, que estudió en su tesis de maestría en la Universidad Federal de Bahía los rituales y la identificación étnica de los indios del noreste a partir de las concepciones de un grupo remanescente, los cariris de Mirandela (Bahía), en 1994.

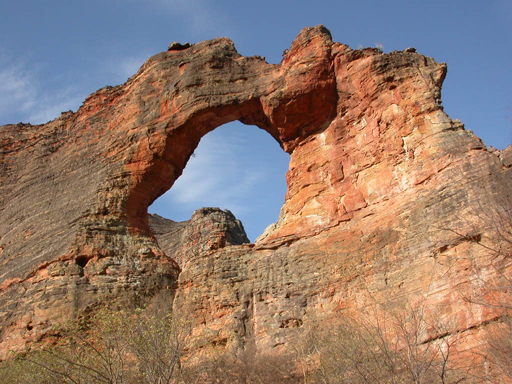
Sierra de la Capibara, Piauí
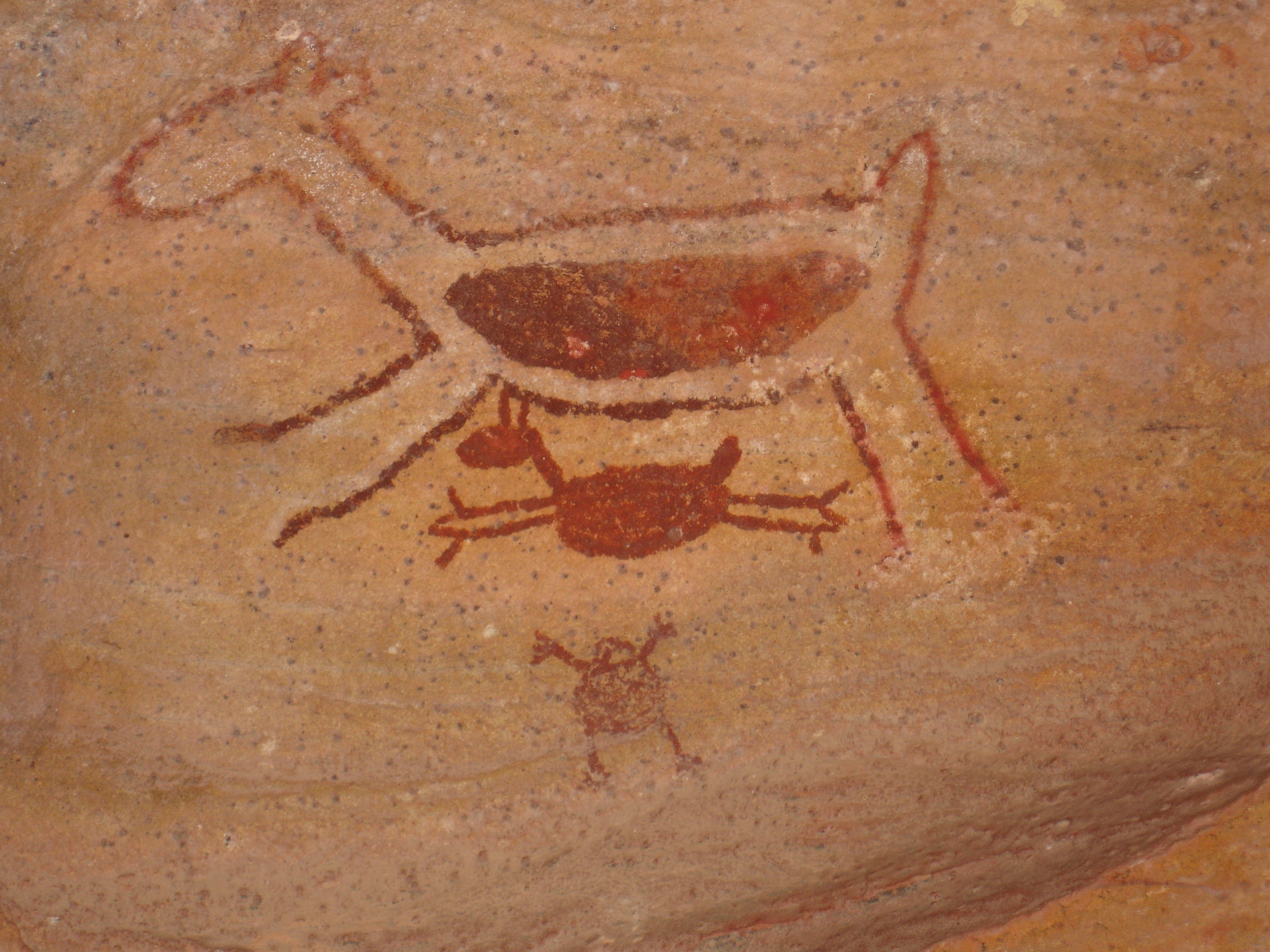
Sierra de la Capibara
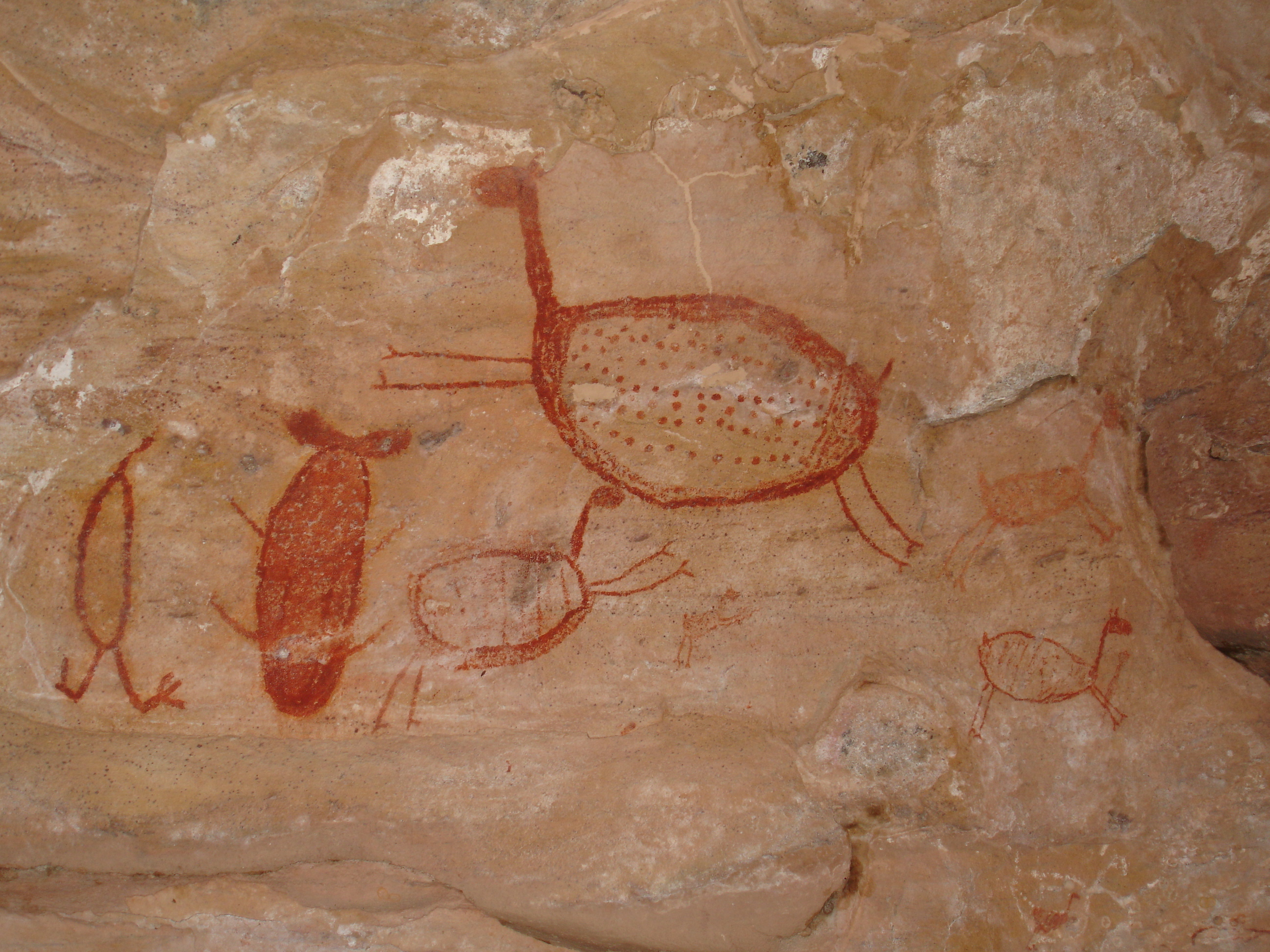
Sierra de la Capibara
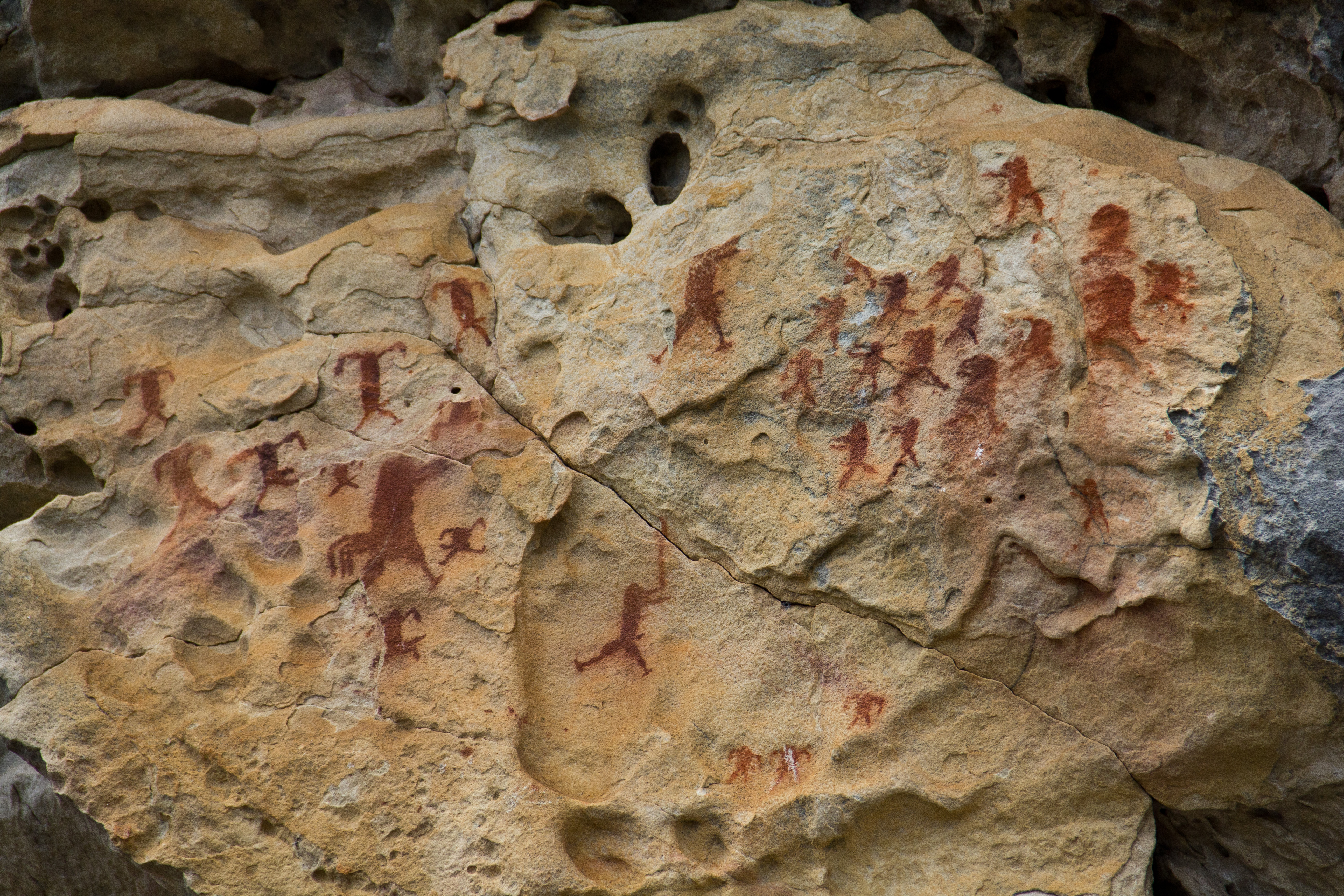
Valle del Catimbau, Pernambuco

### Lagoa Santa
En Brasil, además de los restos de Piauí, también hay un antiquísimo conjunto encontrado en la región de Lagoa Santa (Minas Gerais), posiblemente los representantes del antiguo grupo lingüístico del país —Maco Jê—, cuyos descendientes más cercanos serían los indios cariris y botocudos.
En 1974, en Lapa Vermelha IV durante una excavación del equipo de Annette Laming-Emperaire, fue descubierto un esqueleto humano fechado en 11 500 años AP, el más antiguo de América, más tarde apodado Luzia. Incluso puso más en duda la teoría Clovis, ya que corresponde a una mujer con características muy diferentes de los actuales indígenas (que están más cercanos del grupo epigenético mongoloide). Luzia fue investigada por los arqueólogos y bioantropólogos Walter Alves Neves, André Prous, Joseph F. Powell, Erik G. Ozolins y Max Blum.

## Período precabralino reciente

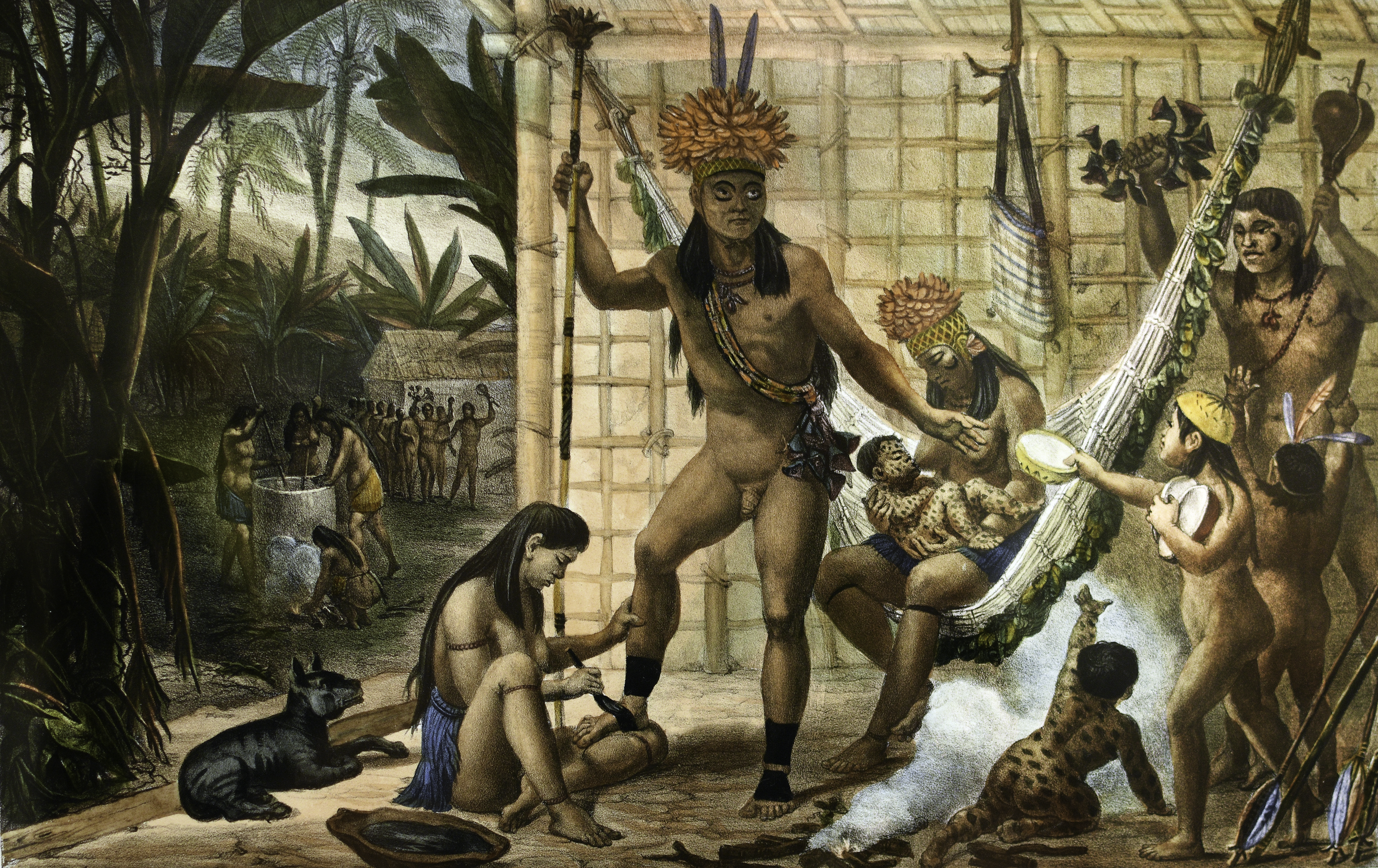
Grabado de Jean-Baptiste Debret retratando a una familia camacã en el início del periodo colonial

Mientras que la mayoría de las investigaciones sobre el Brasil más antiguo analizaban principalmente las huellas materiales dejadas por esos pueblos, el Brasil precabralino reciente suele estudiarse a través de las lenguas nativas. De hecho, el estudio de las lenguas nativas permite comprender muchos aspectos de las culturas precabralinas, así como sus parentescos históricos y sus migraciones. Cuando los cronistas europeos describieron a los antiguos pueblos brasileños, utilizaron principalmente denominaciones lingüísticas y, gracias a la labor misionera de algunos jesuitas, se tiene hoy conocimiento de las antiguas lenguas brasileñas (que dieron origen a las lenguas indígenas modernas).
Queda aún, sin embargo, la tarea de vincular los hallazgos antiguos de los pueblos recientes, que se conocen principalmente a partir de grupos lingüísticos. Un estudio de este tipo no ha sido realizado en Brasil todavía. Apenas un grupo precabralino reciente se asoció suficientemente a los hallazgos antiguos: los grupos de la familia lingüística tupí-guaraní. Estos, en el momento de la llegada de los europeos, dominaban el actual litoral brasileño, conocida como "Pindorama". Otra fuente importante para la reconstrucción de la historia reciente de los pueblos precabralinos es la mitología indígena. Ahora es posible establecer relaciones entre los elementos de los mitos y acontecimientos que se consideran "históricos". Las fuentes mitológicas han sido empleadas para estudiar los movimientos migratorios, las relaciones establecidas entre los pueblos brasileños y, por ejemplo, el Imperio inca, etc.
Cuando los europeos llegaron a ocupar la costa oriental de América del Sur, se encontraron etnias vinculadas a cuatro grandes grupos lingüísticos: los arahuacos, los tupí-guaraní, los jês y los caribes. Hay que tener cuidado de no confundir los grupos étnicos con los grupos lingüísticos. Dentro de un mismo grupo lingüístico había numerosas y diferentes unidades identitarias poseyendo dialectos, prácticas culturales y filosofías propias.
El conocimiento de los pueblos indígenas a través de las crónicas europeas está limitado por diversas razones. La primera de ellas es que la imagen europea sobre los pueblos precabralinos estuvo marcada por el proceso de encuadre de América en categorías europeas, de forma que las crónicas proporcionan una información más valiosa para el estudio de los europeos modernos en sí mismos que para el estudio de los nativos. La segunda de ellas, es que las crónicas fueron escritas en una época de transformación, una vez que la entrada de los europeos llevó enfermedades e influencias nuevas para el mundo indígena, modificando considerablemente la antigua realidad en la que vivían. Por último, las crónica acompañaban el avance de la "frontera" europea en América, por lo que gran parte de la población indígena solamente llegó a ser conocida por Occidente en el siglo XIX, después de haber modificado muchas de sus costumbres; es interesante notar que muchas tribus indígenas en Brasil continúan aisladas del mundo occidental hasta hoy.

### Tupís
Uno de los grandes grupos lingüísticos de Brasil, y que parece haberse expandido enormemente en el territorio nacional antes de 1500, es el grupo tupí. La principal familia lingüística dentro de ese grupo mayor es el tupí-guarani. Esos pueblos deben haber habitado por primera vez la región de las cabeceras de los ríos Madeira, Tapajós y Xingu. La expansión tupí-guaraní tuvo lugar de 3000−2000 años, poco después de que ese grupo se hubiera diferenciado de otros en la región entre el Xingú y el Madeira, formando nuevos subgrupos lingüísticos, tales como cocamas, omáguas, guayaquis y xirinós. Los pueblos de habla cocama y omagua se dirigieron al río Amazonas, mientras que los guayaquis llegaron a Paraguay y los xirinós a Bolivia. Tapirapés y tenetearas gravitaron hacia el noreste. Los pueblos de lenguas pauserna, cajabi y camaiurá se desplazaron a la región del extremo sur de Brasil.
Los pueblos de la lengua oiampi llegaron hasta la región de las Guayanas. La última fase de dispersión del pueblo tupí-guaraní tuvo lugar hacia el año 1000. Los hablantes de lenguas asociadas con la familia tupí-guaraní ya se instalarían en el sur de Brasil (guaraníes etc.), en la cuenca del Amazonas y también en el litoral de Brasil (potiguaras, tupinambás, tupiniquins). Los datos lingüísticos permiten evaluar esas sociedades como expansivas y en constante movimiento. Gracias a una impresionante red de caminos fluviales, los pueblos de ese grupo lingüístico pudieron difundirse y, al mismo tiempo, mantener contacto unos con otros. El uso de canoas (ygara en tupí antiguo) para navegar en ríos permitía el envío de misiones militares y diplomáticas de una región a otra.

Mapa de Brasil mostrando los principale pueblos indígenas en la época del descubrimiento

Muchos artefactos arqueológicos del período cerámico son afiliados a esos antiguos pueblos de matriz lingüística tupí-guaraní. Los sitios arqueológicos asociados a esas poblaciones se constituían en aldeas extensas, normalmente localizadas en regiones de meseta o en terrazas. En esos sitios arqueológicos, de anchura media de 10 000−2000 m², la antigua cerámica es abundante. Las unidades habitacionales son cabañas, que podían alcanzar hasta 60 m² de diámetro. Dentro de esas cabañas se han localizado hogueras y hornos para cocinar.
Las áreas de los sitios se definen en espacio ceremonial, público y residencial. El espacio de los vivos está separado del de los muertos (se localizaron muchos cementerios antiguos). La arqueología identificó sepulturas en urnas y otras en tierra. Se encontraron artefactos líticos junto a las sepulturas, probablemente objetos de uso personal. La cerámica gupi-guarani (particularmente abundante en Parana) se caracteriza por los diseños policromados de trazos lineales.
La cronología de la historia del pueblo tupí-guaraní se basa en teorías arqueológicas, en la glotocronología y en la datación de cerámicas identificadas como tupí-guaranís. Como se vio por la historia de los tupís-guaraníes a partir de sus lenguas, el movimiento de expansión ocurrió entre 3000−2000 años atrás a partir de la región amazónica; la mayor parte de los artefactos arqueológicos de esos pueblos son artefactos datados desde el año 500 hasta el año 1500. El momento de expansión hacia la costa se constata por la mayor concentración de artefactos en esa región entre los siglos XI y XIII.

### Macro-ye
Las lenguas asociadas a la matriz lingüística macro-ye deben haber sufrido diferenciación hace alrededor de  6000 años. Su expansión comienza hace  3000 años por la Región Centro-Oeste de Brasil. El grupo ye propriamente dicho tal vez era originario de las regiones de las cabeceras de los ríos São Francisco y Araguaia. Gran parte de los pueblos de habla ye se alejaron de los caingangues y los xoclengues, siguiendo hacia el sur desde la región central brasileña. Algunos grupos deben haberse separado de estos últimos y seguir hasta la región amazónica desde hace al menos mil años. Los pueblos Jês prefirieron instalarse en regiones de meseta (como la original región de la meseta brasileña), como permite constatar el estudio de sus lenguas. Entre las lenguas del tronco Macro-Jê se encuentran: kayapós, xerentes, timbiras, etc.

### Caribes
Los pueblos de lengua caribes también experimentaron un proceso de expansión hace 3000 años, aproximadamente. Esa familia lingüística es tal vez originaria de la actual región de los guayanas y del extremo norte de Brasil. Los iucpas y carijonas, ramificaciones de esa familia de lenguas, se habrían diferenciado y emigrado para Colombia, mientras que los bacairis habrían seguido hasta el centro de Brasil. Los préstamos de términos tupís en las lenguas caribes (y viceversa) apunta a la existencia de redes complejas de comercio y tráfico de personas entre tales pueblos.

### Arahuaco y otros
Las lenguas de matriz arahuaca se concentran hoy en la región suroeste de la cuenca del Amazonas. La principal familia lingüística asociado con este grupo es el maipure dividida en cuatro subgrupos regionales. Hay una gran polémica en relación con los orígenes, a las migraciones y a los descendientes de esos pueblos, además de sus relaciones con otros grupos lingüísticos del Brasil antiguo. Otros grupos lingüísticos menores, sin parentescos con los más grandes, existen en Brasil: mura, chapcura, pano, yanomami, etc.

### Pindorama

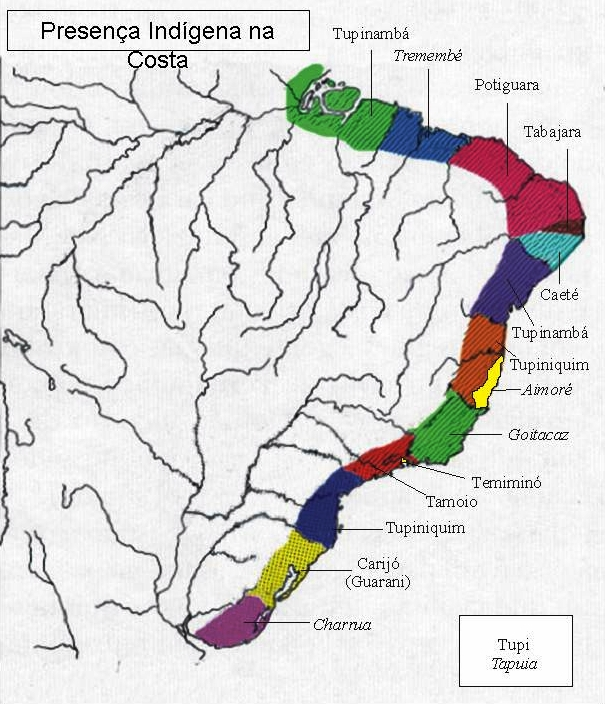
Distribución de los grupos de las lenguas tupi y no tupi (tapuia) en la costa de Pindorama, en el siglo XVI

En la víspera de la llegada de los europeos a América en 1500, se estima que el actual territorio de Brasil (la costa oriental de América del Sur) estaba habitado por dos millones de indios, de norte a sur.
Según Luís da Cascudo, los tupís fueron el primer grupo «indígena que tuvo contacto con los colonizadores». La influencia tupi se produjo en la comida, el idioma, los procesos agrícolas, la caza y la pesca, en las supersticiones, costumbres, folclore, etc. Los pueblos del grupo tupí-guaraní habitaban la región llamada por ellos «Pindorama» (tierra de las palmeras), la actual región oriental de América del Sur, que habitaban los imaginarios tupí-guaraní como tierra mítica, una tierra libre de los males. Los arqueólogos creen que el mito sobre «Pindorama» se habría formado en el momento de las migraciones antiguas, cuando los tupí-guaranís se dirigieron hacia el litoral brasileño.
Se conocen los nombres de algunos de los principales grupos que habitaban Pindorama en la víspera de la llegada de los europeos (entre ellos algunos de origen no tupí): los potiguaras, los tremembés, los tabajaras, los caetes, los tupiniquins, los tupinambás, los aimorés, los goitacás, los tamoios, los carijós y temiminós. Los potiguaras habitaban la región entre el río Acaraú y el río Paraíba y controlaban la navegación fluvial. Durante la conquista, se pusieron del lado de los franceses, con algunos informes hablan de matrimonios entre potiguaras y franceses, incluyendo acuerdos bélicos antiportugueses. Los tabajaras habitaban la margen meridional del río Paraíba, en la región actual del litoral pernambucano. Fueron aliados importantes de los portugueses durante la conquista. Los caetés habitaban la región de Pernambuco desde Olinda a «Marim dos Caetés», hasta lo que hoy es el estado de Alagoas, desmembrado de Pernambuco. Se hicieron célebres en la historia de Brasil por haber devorado al obispo Sardinha
Los tremembés habitaban la orilla occidental del río Acaraú. Los tamoios habitaban la bahía de Guanabara; sus líderes, Cunhambebe y Aimberê, fueron aliados de los franceses en la lucha contra los portugueses. Los carijós habitaban el litoral sur del país. Los tupiniquins habitaban la región actual del Estado de São Paulo, y los tupinambás la región sudeste de Brasil. El conocimiento del tupí antiguo se basa principalmente en la lengua de los tupinambás (aunque éstos no constituyesen los "principales tupís", como señalan algunos autores).
Los pueblos tupís vivían en aldeas que reunían de 600 a 700 habitantes. Algunas aldeas estaban fortificadas por las guerras inter-tribales. Ninguna autoridad aparecía con fuerza absoluta o lo bastante fuerte sobre los otros integrantes de la sociedad, aunque había "jerarquías" en función del género, del mérito guerrero y de los poderes chamánicos. Los pajés (payes en tupí antiguo, intermediarios entre el mundo religioso y el mundo de los hombres) y los caciques (morubixaba en tupí antiguo, jefes guerreros) ocupaban, en general, el papel de autoridades de las tribus. La subsistencia se basaba en la caza y la horticultura. Los hombres creían en los buenos y en los malos espíritus (tupã, anhang, etc.), que influían en los acontecimientos en el cosmos. Cada hombre llevaba un maracá, en el que creían habitaba un espíritu protector de cada individuo. Se cree que solo los hijos de los hombres más importantes de la tribu se enterraban en las urnas funerarias. Los acontecimientos religiosos tenían alcance amplio, y reunían diferentes etnias. Los antiguos indígenas eran responsables de numerosas manifestaciones artísticas, como piezas de cerámica, danzas, canciones/poemas (registradas por Léry) y, lo que más impresionó a los occidentales, un plumaje extremadamente sofisticado y rico.
La literatura Tupi aparece con la llegada de la escritura europea, cuando los misioneros comenzaron a escribir en tupí para convertir a los nativos, y las crónicas transcriben canciones indígenas.

#### Toponimia
La permanencia de los nombres tupís (tupí antiguo, nhe'enga tupí o lengua general) para nombrar diversas regiones del Brasil actual es un indicador de la influencia de la lengua indígena en la cultura brasileña. Los historiadores de Brasil colonial están de acuerdo en que hasta el siglo XVIII la tupí fue probablemente la lengua más hablada en algunas regiones de la América portuguesa. Nombres de regiones, de ríos y de ciudades brasileñas tienen sus raíces en el período Pindorama, y en el período colonial. Algunos ejemplos:
- Guaratinquetá = gûyrá-tinga-etá = muchas garzas;
- Jacareí = îakaré 'y = rio de los yacarés;
- Piraguá = Pira Kûá = bahía de los peces;
- Araraquara = Arara Kûara = Toca de las Araras.

### El Brasil precabralino y Europa
En el lado europeo, el descubrimiento de Brasil fue precedido por varios tratados entre Portugal y España, estableciendo límites y dividiendo el mundo ya descubierto de eel mundo aún por descubrir.
De estos acuerdos suscritos a distancia de la tierra atribuida, el Tratado de Tordesillas (1494) fue el más importante por definir las partes del mundo que corresponderían a Portugal en el período en que Brasil fue una colonia portuguesa. Establecieron sus cláusulas que las tierras al este de un meridiano imaginario que pasaría a 370 leguas marítimas al oeste de las islas de Cabo Verde pertenecerían al rey de Portugal, mientras que las tierras al oeste quedarían en manos de los reyes de Castilla (hoy España). En el actual territorio de Brasil, la línea atravesaba de norte a sur, desde la actual ciudad de Belém do Pará, en la moderna Laguna, en Santa Catarina. Cuando supo del tratado, el rey Francisco I de Francia habría pedido cual era «la cláusula del testamento de Adán» que dividía el planeta entre los reyes de Portugal y España y lo excluía a él reparto.
Muchos estudiosos sostienen que el verdadero descubridor de Brasil fue el navegante español Vicente Yáñez Pinzón, que el 26 de enero de 1500 llegó al cabo de Santo Agostinho, en la costa sur de Pernambuco - este se considera el viaje probado más antiguo al territorio brasileño.